# 田原正利
田原 正利（たはら まさとし、1960年 - ）は映画プロデューサー、T.P.O代表取締役。
長野県出身。別の名義に、シリーズ構成と脚本に使用する「河中 志摩夫（かわなか しまお）」、絵コンテや一部メカニックデザインに使用する「簧原 雅人」がある。

## 経歴
同志社大学文学部を卒業し、1983年にキティ・フィルムに入社。1995年にキティエンタープライズがポリグラムに買収され同社が切り離されたのを受け伊地智啓が設立したケイファクトリーに移籍し取締役となる。
2000年にOVA『銀河英雄伝説』シリーズの終了と同時に独立しT.P.Oを設立。

## 代表作

### TVアニメ
- 『鬼神童子ZENKI』
- 『新釈 眞田十勇士』

### OVA
- 『街角のメルヘン』
- 『うる星やつら』
- 『銀河英雄伝説』
- 『創竜伝』
- 『銀河英雄伝説外伝』

## 著書
- 小説版 新釈眞田十勇士 - 上田篇〈1〉（出版社：アートディズ/発行年月: 2006年12月 / ISBN 978-4-86119-068-1）